# Prix Brenner
Le prix Brenner est un prix littéraire annuel israélien décerné depuis 1945 par l'Association des écrivains hébreux en Israël et la fondation de la famille Haft. 
Le prix a reçu le nom de l'auteur Yosef Haim Brenner. 

## Lauréats (par ordre alphabétique)
- Noga Albalach
- Yehuda Amichaï
- Aharon Appelfeld
- Devorah Baron
- Yocheved Bat-Miriam
- T. Carmi
- Israel Eliraz
- Mordechai Geldman
- Nurith Gertz
- Shifra Horn
- Amalia Kahana-Carmon
- Yoram Kaniuk
- Rachel Katznelson-Shazar
- Amos Kenan
- Yeshurun Keshet
- Admiel Kosman
- Abba Kovner
- Yitzhak Lamdan
- Ronit Matalon
- Aharon Megged
- Sami Michael
- Amos Oz
- Orna Porat
- Dahlia Rabikovitch
- Abraham Regelson
- Dov Sadan
- Meir Shalev
- Moshe Shamir
- Avner Treinin
- Dan Tsalka
- A. B. Yehoshua
- Avoth Yeshurun
- S. Yizhar
- Zelda
- Shlomo Zemach